# Sita

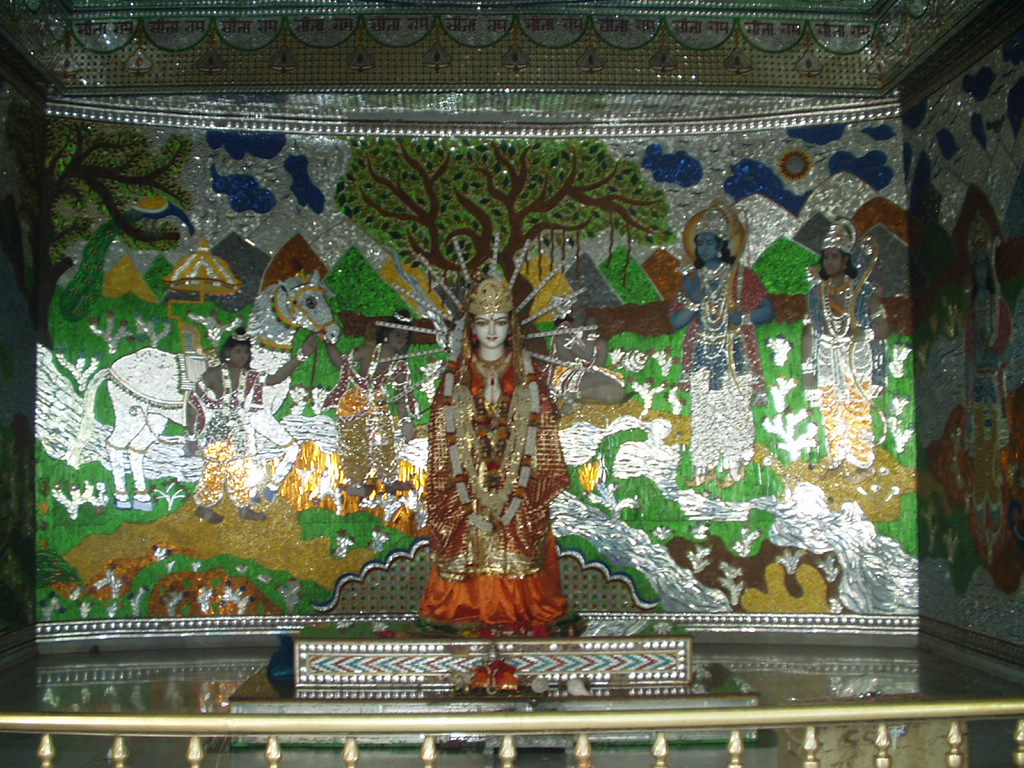
Ídolo de la diosa Sita en un templo de Sita Marhi.

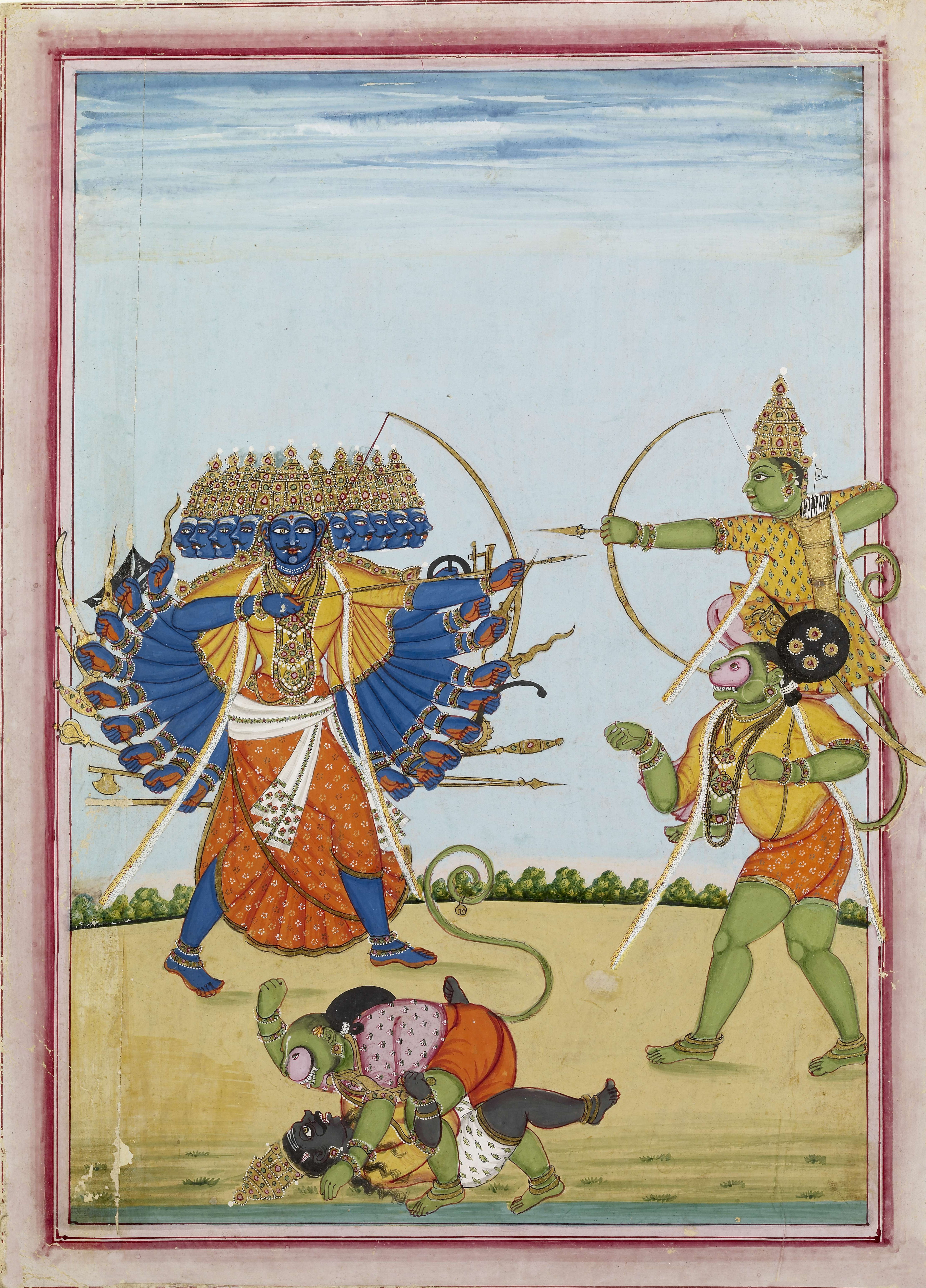
Rama y Jánuman peleando contra el demonio Rávana para rescatar a Sita. Pintura de 1820

Sītā es un personaje principal en el texto épico-religioso sánscrito Ramaiana (‘el sendero de Rama’), del siglo III a. C.
Desde la época del Ramaiana, Sita es considerada una diosa (devī) hinduista, avatar (encarnación) de la diosa Laksmí, eterna consorte del dios Visnú (del que el dios Rama es el séptimo avatar).

## Nombres de Sita
- Sītā (सीता en sánscrito)
- Siti Dewi (malayo)
- Nang Sida (en tailandés)
- Neang Seda (en camboyano)
- Nang Sanda (en lao)
- Putri Gandingan (en tagalog)

En la tradición hindú, Sita es el estándar de vida que toda esposa hindú debe seguir.
Su vida es un ejemplo del comportamiento conyugal y las virtudes de toda mujer hindú al dar sus votos conyugales, celebrando por cinco días en el festival de las luces o diwali a finales de octubre y principios de diciembre.
Según el visnuismo (una rama del hinduismo que adora a Visnú), Sita y Rama viven eternamente con las almas que les aman, en un planeta espiritual (fuera de este universo) llamado Ramaloka (‘el planeta de Rama’).
Una vez cada 4320 millones de años descienden a la Tierra para realizar los eternos y cíclicos pasatiempos del Ramaiana, como esposos en el bosque.
Desde la teología hindú, Sita como avatara de Laksmí, escogió encarnar en la Tierra, y padecer en vida para así proveer un ejemplo a la humanidad de las virtudes humanas.

## Leyenda

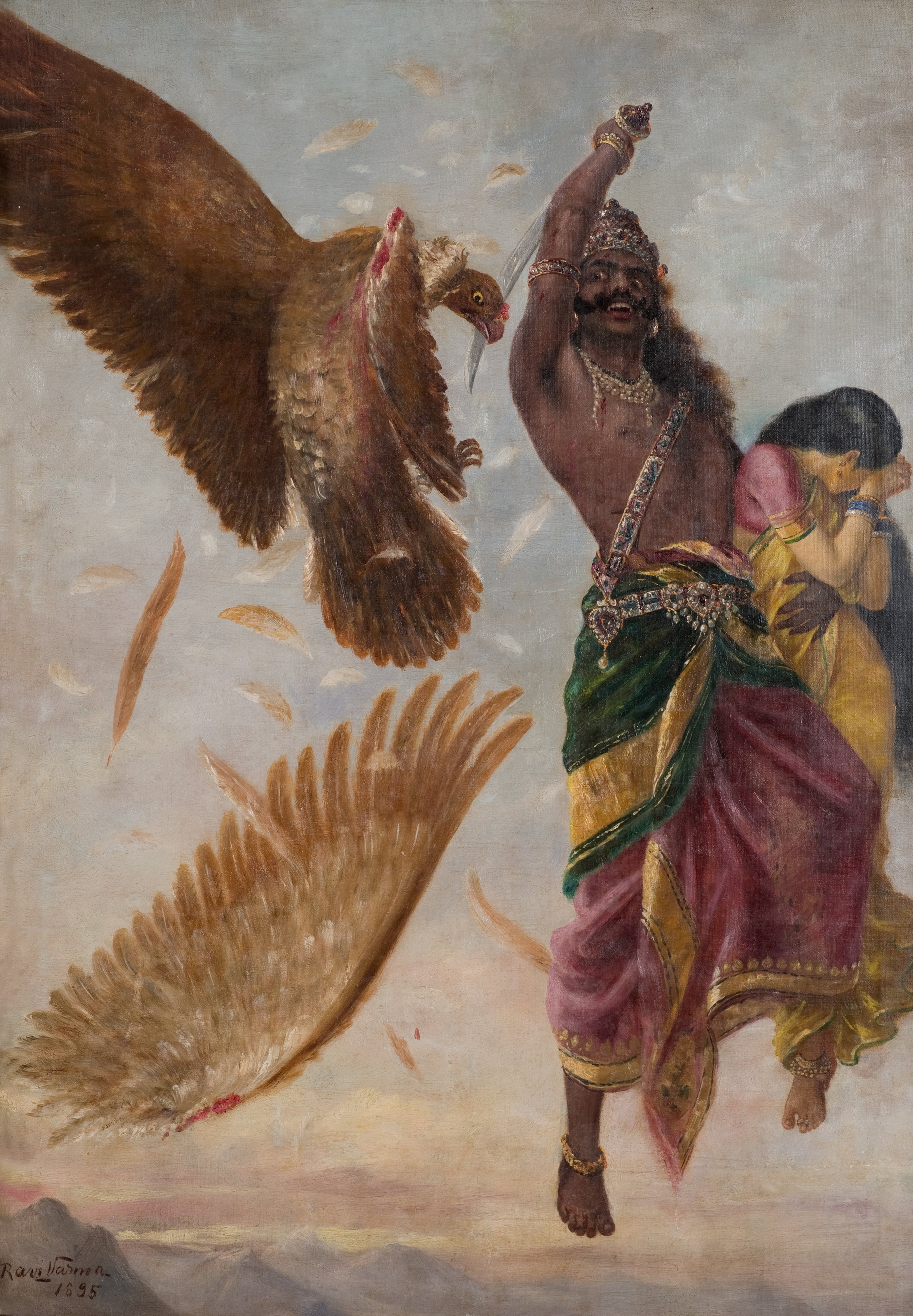
El demonio Ravana secuestra a Sita.

De acuerdo con la leyenda, el rey Yanaka de Mithila (antiguo reino de Nepal) junto con su esposa Sunaiana, encontraron a Sita en un surco de arado (por lo que debe de haber sido una niña abandonada por una madre desconocida), pero consideraron que había nacido directamente de la diosa madre Tierra, por lo que se la llamaba «hija de Bhudevi».
Al llegar a su edad conyugal, se le buscó un suaiam-vara (‘el propio mejor’, ceremonia para conseguir el esposo más fuerte) de acuerdo a su clase.
Así fue entregada al príncipe Rama de Aiodhia.

### Exilio y rapto
Después de casados, las circunstancias llevaron a Rāma a salir de Ayodhya y exiliarse por un tiempo en el campo de Dandaka.
Sita bien dispuesta renunció a las comodidades de su palacio y se unió a su esposo.
Vivieron juntos en el bosque de Dandaka.
Ahí empezarían sus problemas:
Sita, caprichosa, envió a su esposo a matar un venado dorado (un señuelo).
Entonces el rey demonio Rāvana la engañó disfrazándose de un sabio bráhmana (de la casta sacerdotal).
Todo esto había sido hecho por venganza sobre Rama y su hermano Laksmaná por haberle cortado la nariz a Surpanakha, hermana de Rāvana.
El rey buitre Yataiu, amigo de Rama pelea valientemente contra Rávana pero, debido a su edad, no puede con el demonio y este le corta un ala dejándolo moribundo. En su búsqueda Rama y su hermano Laksmaná encuentran a Yataiu, y este les informa de lo sucedido.
Rávana llevó a Sita en su pushpaka vímana (nave voladora hecha con flores) hasta su palacio en la isla de Lanka. Allí la mantuvo cautiva durante un año. En ese tiempo, Sita logró mantenerse apartada de los avances sexuales de su captor (quien, debido a una maldición, no podía tocarla). Finalmente Rama la rescató en la famosa batalla de Iudha-ganapitiya. Rama mató a Rávana con su proyectil brahma-shira (la cabeza de Brahmá) o brahma-astra (arma de Brahmá), cuando Ravana se encontraba haciendo planes de guerra en un lugar llamado Lakgala. Cuando Rama desde Dunuwila lanza su flecha en el pecho, debido a que Ravana era un brahmán (sacerdote), matarlo era considerado un pecado aunque fuera en batalla y con razones, para lavar sus pecados Rama tuvo que orar en el templo de Munneswaram Sivan, en Chilaw.

## El juicio del fuego
Hay una discordancia entre las traducciones de Ramaiana; mientras en toda la historia precedente concuerdan en la mayoría de los detalles, el desenlace cambia en varios:
Después de que Sita fuese rescatada por Rama, él desconfió abiertamente de su virtud, con un recibimiento frío y palabras poco respetuosas, diciéndole que ya que Ravana había muerto ella era libre de escoger su camino en la vida, pudiendo elegir entre quedarse en Lanka junto Vibhishan, hermano de Ravana, quien se había aliado con Rama en la guerra contra su hermano por lo injusto de su acción al raptarla, o bien acompañar a su hermano Laksmaná o quizás al rey de los simios Sugriva, o también podría ir a Bharat si así lo deseaba.
Se sintió dolida por la desconfianza de su marido por haber vivido un año con Ravana, y con que cuestionara su lealtad en público.
Ella, indignada, le recuerda que estuvo en calidad de prisionera y bajo el acoso de Ravana, pero que podía demostrar la fidelidad a su marido mediante la prueba del agní pariksa (‘el dios del fuego como testigo’).
Así pues, se presentó ante Laksmaná y le pidió que llevaran a cabo el ritual de fuego de acuerdo a la tradición iniciática creada por Agní (el dios del fuego), según la cual si ella había sido infiel en pensamiento o en obra, las llamas la consumirían. Por otro lado si su mente y su corazón nunca había flaqueado en su devoción a su esposo, ella saldría intacta de las llamas.
Terminando su discurso, entró lentamente al fuego, el público espantado veía como las llamas devoraban a Sita, y momentos después suspiraron de alivio al ver salir a Sita ilesa del fuego, ni siquiera un cabello se había quemado.

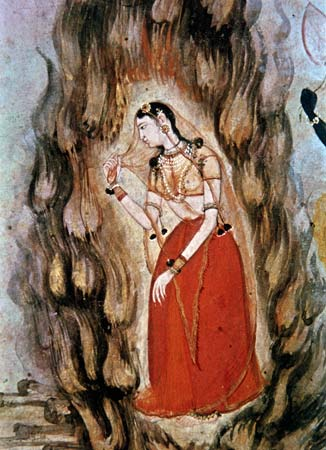
Representación artística del juicio de fuego.

Y a partir de aquí hay discordancia entre las versiones. Mientras que en algunas, su esposo se retractó, corrió a abrazarla diciéndole que nunca había dudado de su fidelidad y pureza, justificándose al decir que como monarca era su deber satisfacer las mentes de los incrédulos con respecto a ese tema, si no lo hubiese hecho los demás no le tendrían respeto como rey, y que el juicio del fuego pondría fin a cualquier especulación en el futuro.
De acuerdo a la teología hindú del dharma cada acción obtiene resultados independientemente del estatus de las personas, una línea de pensamiento dice que Rama cuestionó la fidelidad de Sita como castigo por haber cuestionado primeramente ella la integridad de su hermano Laksmaná, quien había dejado sus comodidades para servir fielmente a ambos durante 14 años, y que por este motivo Laksmana le pidió que fuera él el que encendiera el fuego a pesar de que él se había opuesto a tal procedimiento puesto que creía que, en efecto, Sita era inocente.
La pareja regresó a Ayodhya, donde Rama fue coronado rey con Sita a su lado, y aunque su confianza en Sita nunca declinó, llegó a ser evidente que algunas personas en Ayodhya no aceptaban que durante el prolongado cautiverio de Sita no hubiese pasado nada, esto llevaría a Sita a un segundo exilio.
No obstante, según el texto del Ramaiana de Valmiki, Rama ni aun así aceptó la inocencia de Sita, y la Tierra, indignada de que trataran así a su hija, abrió sus fauces y se la tragó.